# شهرستان کیروفسکی (سرزمین پریمورسکی)
شهرستان کیروفسکی (به لاتین: Kirovsky District) یک شهرستان در روسیه است که در سرزمین پریمورسکی واقع شده‌است.